# Sebastes iracundus
Sebastes iracundus és una espècie de peix pertanyent a la família dels sebàstids i a l'ordre dels escorpeniformes.

## Etimologia
El seu epítet, iracundus, vol dir "vermell d'ira" en referència al seu color.

## Descripció
Fa 60 cm de llargària màxima i és de color vermell brillant (conservat en alcohol, esdevé incolor) sense marques, llevat d'una taca de color negre atzabeja just per sobre de la línia lateral i per sota de la base de la sisena o la setena espina dorsal. 30 porus a la línia lateral. Musell rom. Mandíbula inferior projectant. Boca gran. Dents força esmolades i disposades en bandes estretes als costats de les mandíbules. Espines fines i fortes. Espines cranials sense arestes, excepte a l'occípit. Les tres espines preoperculars es troben més a prop entre si que les altres. Aletes pectorals amb 9 radis simples i 11 ramificats. Escates ctenoides. Cap recobert d'escates fins a l'extrem del musell. Morfològicament parlant, és similar a Sebastes melanostictus i a Sebastes aleutianus.

## Reproducció
És de fecundació interna i vivípar.

## Alimentació
El seu nivell tròfic és de 3,12.

## Hàbitat i distribució geogràfica
És un peix marí i batidemersal (entre 300 i 1.400 m de fondària), el qual viu al Pacífic nord-occidental: el Japó (com ara, les illes de Honshu i Hokkaido) i les illes Kurils, incloent-hi les muntanyes submarines Jingu i Nintoku.

## Observacions
És inofensiu per als humans i el seu índex de vulnerabilitat és d'alt a força alt (71 de 100).